# Nataša Šešum
Nataša Šešum é uma professora de matemática da Universidade Rutgers, especialista em equações diferenciais parciais e fluxo geométrico.
Šešum obteve um Ph.D. em 2004 no Instituto de Tecnologia de Massachusetts, orientada por Gang Tian.
Foi palestrante convidada do Congresso Internacional de Matemáticos em Seul (2014). Foi eleita em 2015 fellow da American Mathematical Society.